# Andrea Orlandi
Andrea Orlandi Stabilni (ur. 3 kwietnia 1984 w Barcelonie) – hiszpański piłkarz występujący na pozycji pomocnika.

## Życiorys
Orlandi rozpoczął karierę w FC Barcelona w 2002 roku. W tym samym roku wystąpił w swoim pierwszym meczu przeciwko Deportivo Alavés. 20 maja 2006 roku wystąpił w pierwszym składzie przeciwko Athleticowi Bilbao w Pucharze Katalonii. 6 lipca 2007 przeszedł do Swansea City. W latach 2012–2014 grał w Brighton & Hove Albion, a w sezonie 2014/2015 był piłkarzem Blackpool. Latem 2015 przeszedł do cypryjskiego klubu Anorthosis Famagusta, a w 2016 do APOEL FC. Następnie był zawodnikiem Novary Calcio.